# Богачова Ірина Петрівна
Ірина Петрівна Богачова (рос. Ирина Петровна Богачёва; 2 березня 1939, Ленінград, РРФСР, СРСР — 19 вересня 2019, Санкт-Петербург, Росія) — радянська російська оперна співачка (мецо-сопрано). Заслужена артистка РРФСР (1970). Народна артистка РРФСР (1974). Народна артистка СРСР (1976). Лауреат Державної премії РСФСР ім. М. І. Глинки (1973) і Державної премії СРСР (1984). Внесена до Переліку осіб, які створюють загрозу нацбезпеці України.

## Життєпис
Ірина Богачова народилася 2 березня 1939 року в Ленінграді (нині Санкт-Петербург).
У 1965 році закінчила Ленінградську консерваторію ім. Н. А. Римського-Корсакова.
Проходила стажування в міланському театрі «Ла Скала» у 1968—1969 роках.
З 1980 року викладала в Ленінградській консерваторії.
Померла 19 вересня 2019 року на 81-му році життя.

## Політичні погляди
11 березня 2014 року підписала звернення на підтримку політики президента Росії Путіна щодо військової інтервенції в Україні. "Я хочу, щоб ми жили в дружбі та мирі, тому що ми одна нація. Ми спілкуємось однією мовою. У нас повно родичів в Україні, а там повно росіян. Ну як можна таке зараз терпіти?" — пояснила співачка.
6 жовтня 2015 року внесена до Переліку осіб, які створюють загрозу нацбезпеці України.

## Фільмографія
- «Князь Ігор» (1969, фільм-опера; Кончаковна (закадровий вокал)